# 혈액형에 관한 간단한 고찰
《혈액형에 관한 간단한 고찰》(이하 혈관고)은 매주 토요일(초창기에는 수요일과 토요일마다 연재함) 웹툰 작가 박동선(외국에서는 Real Crazy Man으로 알려져 있음)이 네이버 웹툰에서 연재했던 웹툰이다. 2020년에 드라마로도 제작되었다. 2015년 2월 27일에 후기가 올라오면서 완결이 되었다.

## 등장인물
- 남자 A형
- 남자 B형
- 남자 O형
- 남자 AB형
- 여자 A형
- 여자 B형
- 여자 O형
- 여자 AB형

## TV 애니메이션
애니메이션 제 1기인 "혈액형군!"은 일본에서 2013년 4월 7일부터 6월 23일까지 도쿄 MX 등에서 방영된 약 2분의 짧은 애니메이션이다. 내레이션은 한국어판에서는 양정화. 방송에서는 "작품은 허구이며 과학적으로 입증된 것이 아니기에 혈액형으로 성격을 짓는 것은 아니다"라는 자막이 보여져있다. 6월 30일 13화는 데큐(ja:てーきゅう)라는 콜라보작을 방영 했기에 2명(성우 - 와타나베 쿠미코, 나루미 교코)밖에 등장하지 않는다. 한국에서는 2013년 9월 니켈로디언 코리아에서 방영되었다(13화 제외). 2015년 1월 8일부터는 후지TV 등지에서 제 2기 "혈액형군! 2"가 방영되었다.

### 주제가
주제가 [A·B·O·AB]
작사 - 신주쿠 고로 / 작곡·편곡 - 사카구치 히로키 / 노래 - NSD4
엔딩곡으로 사용된다.

### 각화 목록

#### 1기
| 화수 | 부제목(일본)                   | 제목(일본)                                                             |
| ---- | ------------------------------ | ---------------------------------------------------------------------- |
| 1화  | 혈액형 군의 연애모양           | 혈액형 퀴즈! 사랑에 빠졌을 때 가장 속마음을 드러내지 않는 혈액형 군은? |
| 2화  | 혈액형 군의 특징               | 혈액형 퀴즈! 가장 분위기 파악 못할 말을 할 것 같은 혈액형 군은?        |
| 3화  | 주문이 많은 혈액형군           | 혈액형 점! 이번 주의 다이어트 운이 가장 좋은 혈액형군은?               |
| 4화  | 혈액형군의 합숙                | 혈액형 퀴즈! 가장 팀워크가 좋은 혈액형군은?                            |
| 5화  | 혈액형군과 연인                | 혈액형 점! 이번 주 연애운 1위는?                                       |
| 6화  | 혈액형군의 쇼핑                | 혈액형 퀴즈! 가장 낭비가 심할 것 같은 혈액형군은?                      |
| 7화  | 혈액형군의 여름                | 혈액형 퀴즈! 가장 인내심이 강한 혈액형군은?                            |
| 8화  | 혈액형군의 초등학교 생활       | 혈액형 퀴즈! 가장 약속을 지키질 않는 혈액형군은?                       |
| 9화  | 혈액형군의 일                  | 혈액형 퀴즈! 가장 부지런한 혈액형군은?                                 |
| 10화 | 혈액형군의 미팅                | 혈액형 점! 이번 주의 미팅 성공률 1위의 혈액형군은?                     |
| 11화 | 4마리의 혈액형군               | 혈액형 퀴즈! 가장 훌륭한 집을 지을 것 같은 혈액형군은?                 |
| 12화 | 혈액형군의 헌혈                | 혈액형 퀴즈! 헌혈 공급량이 가장 많은 혈액형은?                         |
| 13화 | 혈액형군! 피처링 유리 & 나스노 |                                                                        |

## 같이 보기
- 웹툰
- 혈액형